# Frederik van Eeden (schrijver)
Frederik Willem van Eeden (Haarlem, 3 april 1860 – Bussum, 16 juni 1932) was een Nederlandse schrijver, vooral bekend geworden door zijn romans De kleine Johannes (1887) en Van de koele meren des doods (1900). Van oorsprong was hij huisarts en daarna psychiater. Van Eeden hield zich vaak diepgaand bezig met taal- en begripskritiek.

## Bibliografie

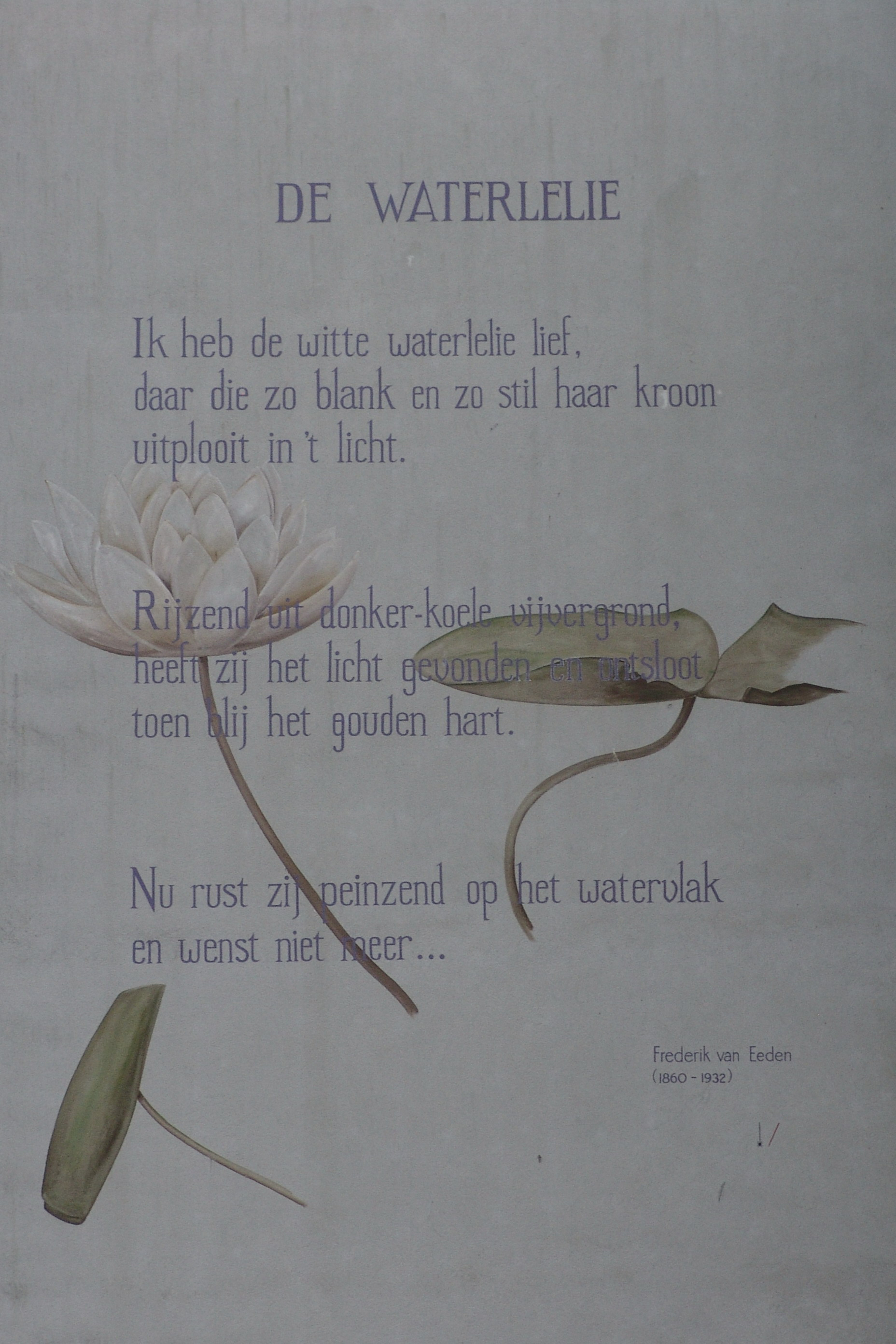
"Ik heb de witte waterlelie lief"
als muurgedicht in Leiden

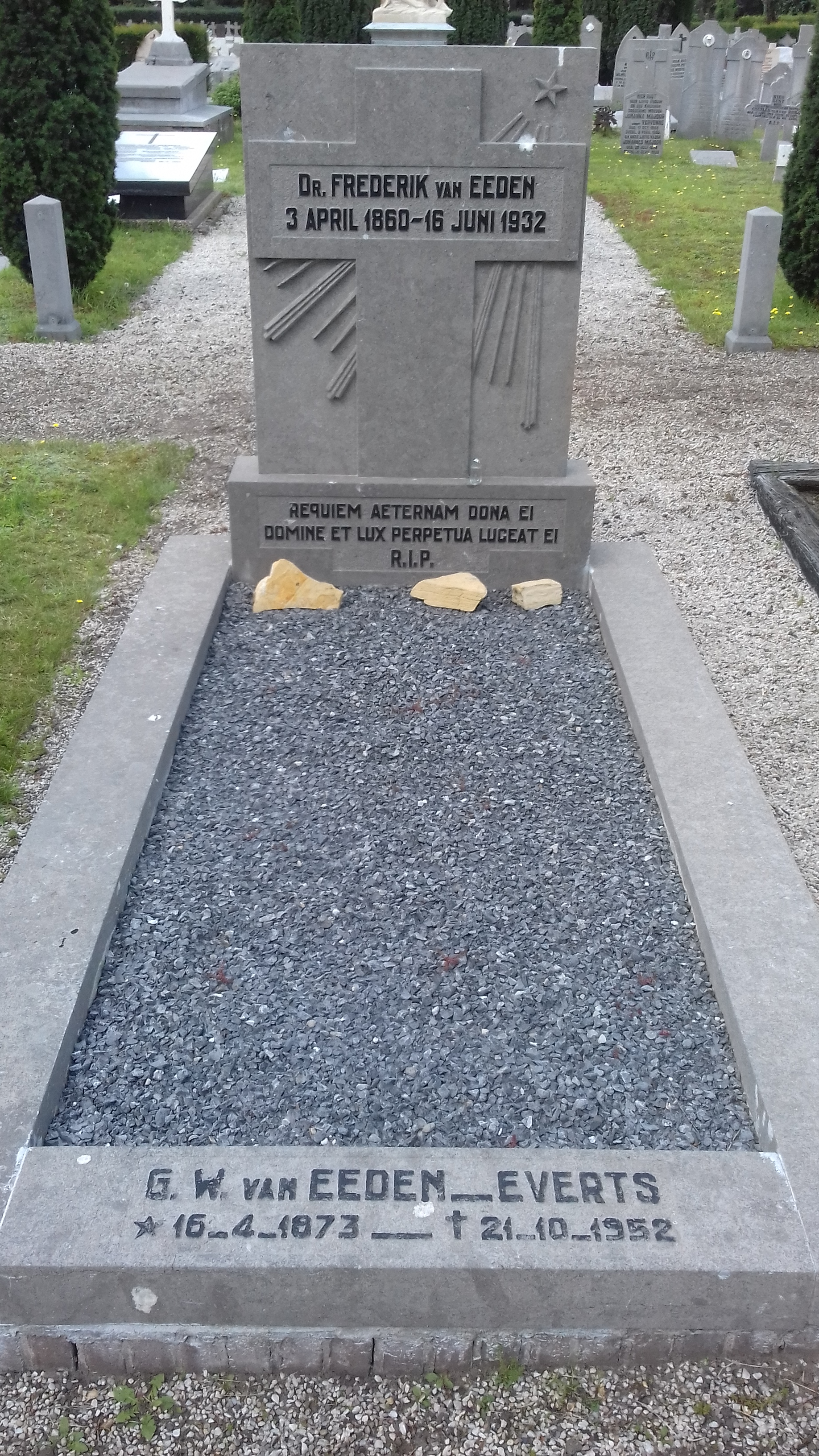
Graf Frederik van Eeden

## Leven
Frederik van Eeden was de zoon van de amateur-plantkundige Frederik Willem van Eeden en groeide op in een milieu waarin kunst en wetenschap een belangrijke rol speelden. In 1878 ging hij medicijnen studeren in Amsterdam. In 1886 promoveerde Van Eeden en vestigde hij zich te Bussum als huisarts, maar hij specialiseerde zich al snel geheel in de psychotherapie. In 1887 stichtte hij met de Goese huisarts Albert van Renterghem een praktijk voor psychoanalyse in Amsterdam, waaruit hij zich na twee jaar weer terugtrok.
In het begin van de jaren tachtig speelde Van Eeden een belangrijke rol in het studentenleven in Amsterdam en publiceerde hij zijn eerste artikelen en blijspelen. Hij werd lid van de letterkundige vereniging Flanor en richtte in 1885 met Frank van der Goes, Willem Kloos, Willem Paap en Albert Verwey het tijdschrift De Nieuwe Gids op, dat de spreekbuis van de Beweging van Tachtig zou worden.
De Tachtigers zetten zich af tegen de "domineespoëzie", die populair was in de tweede helft van de negentiende eeuw. Van Eeden leverde een groot aandeel in de Grassprietjes van Cornelis Paradijs (1885), met een voorwoord van Sebastiaan Slaap (= Willem Kloos) en van P.A. Saaije Azn. (pseudoniem van Arnold Aletrino). In deze beroemde pastiche op het werk van dichters als Nicolaas Beets, J.J.L. ten Kate, E. Laurillard en J.P. Hasebroek, werd ook de reputatie afgebroken van Hendrik Tollens, die als de nationale dichter werd beschouwd. In honderd jaar verschenen van deze bundel tien drukken.
De eerste afleveringen van De Nieuwe Gids bevatten delen van het door Van Eeden geschreven allegorische sprookje De kleine Johannes, dat in 1887 in boekvorm werd uitgegeven en dat in 1892 door Anna Fles in het Duits werd vertaald. In 1894 trad hij uit de redactie van De Nieuwe Gids. De nadruk die de Tachtigers legden op de esthetiek als drijvende factor (l'art pour l'art) sloot bij nader inzien niet blijvend aan bij zijn levensvisie.
Op 15 april 1886 trouwde Frederik van Eeden met Martha van Vloten. Uit dit huwelijk werden twee zoons geboren. Over het leven en de dood van zijn zoon Paul, die in 1913 op 24-jarige leeftijd aan tbc overleed, schreef hij het boek Paul's ontwaken. Intussen was Van Eeden in 1907 gescheiden van Martha van Vloten om een maand later te hertrouwen met Geertruida Woutrina (Truida) Everts (1873-1952), lid van de familie Everts, met wie hij eveneens twee zoons zou krijgen.
In 1900 verscheen zijn psychologische roman Van de koele meren des doods, die sindsdien vele malen herdrukt is. Hierin stelt Van Eeden de helende waarde van religie en psychotherapie tegenover de fatalistische opvattingen van de naturalistische auteurs.
Rond 1900 ontwikkelde hij zich in anarchistische richting. Hij was bevriend met de in Londense ballingschap verblijvende Rus Peter Kropotkin. De kolonie Walden in Bussum was een poging zijn maatschappelijke opvattingen concrete gestalte te geven. Dit experiment van 1898 tot 1907 is voor de ontwikkeling van het socialisme in Nederland van betekenis geweest. Hij verhuisde uiteindelijk met zijn gezin naar het  Spiegel in Bussum naar een nieuw gebouwde villa de Lelie in Cruysbergen, ontworpen door zijn vriend en architect Willem Cornelis Bauer. Later zou hij na zijn scheiding verhuizen, binnen de kolonie naar een andere woning waar zijn tweede vrouw leefde.
In zijn latere leven hield Van Eeden zich hoe langer hoe meer bezig met significa en spiritisme. In 1897 verscheen zijn Redekunstige grondslag van verstandhouding, dat wel wordt beschouwd als eerste Nederlandse geschrift op het gebied van de significa. Hij behoorde in 1916 tot de oprichters van de Internationale School voor Wijsbegeerte in Amersfoort, die in zijn ogen een centrum ‘ter verdieping van levens- en wereldbeschouwing’ moest worden. Daarbij was de leer van de significa, in het bijzonder de betekenis van de taal voor de menselijke verstandhoudingen, voor hem een belangrijke inspiratiebron. Hij onderhield in die tijd nauw contact met de grondlegger Victoria Lady Welby. Tevens onderhield hij intensieve briefwisselingen met Sigmund Freud waarin deze stelde dat de Eerste Wereldoorlog het bewijs leverde dat zijn psychoanalyse het bij het rechte eind had terwijl Eeden via een open brief zijn Weense vriend ervan beschuldigde dat de Duitsers geen recht hadden om het volkenrecht te schenden.
Van Eeden had ook een grote belangstelling voor de Indiase filosofie. Hij vertaalde vele werken van Rabindranath Tagore, waaronder Gitanjali en korte verhalen.
Op 18 februari 1922 trad Frederik van Eeden op 61-jarige leeftijd toe tot de Rooms-Katholieke Kerk na een bekeringsperiode die sinds 1919 had geduurd. Hij ontving in de Sint-Paulusabdij der Benedictijnen te Oosterhout het sacrament van het heilig doopsel, in aanwezigheid van zijn literaire vrienden schrijver Pieter van der Meer de Walcheren (zelf bekeerling) en de priester en hoogleraar Jac. van Ginneken S.J. Zijn doopnamen waren Fredericus Paulus, mede naar zijn jong overleden zoon. Van Eeden is begraven op de Oude Rooms-Katholieke Begraafplaats Bussum.

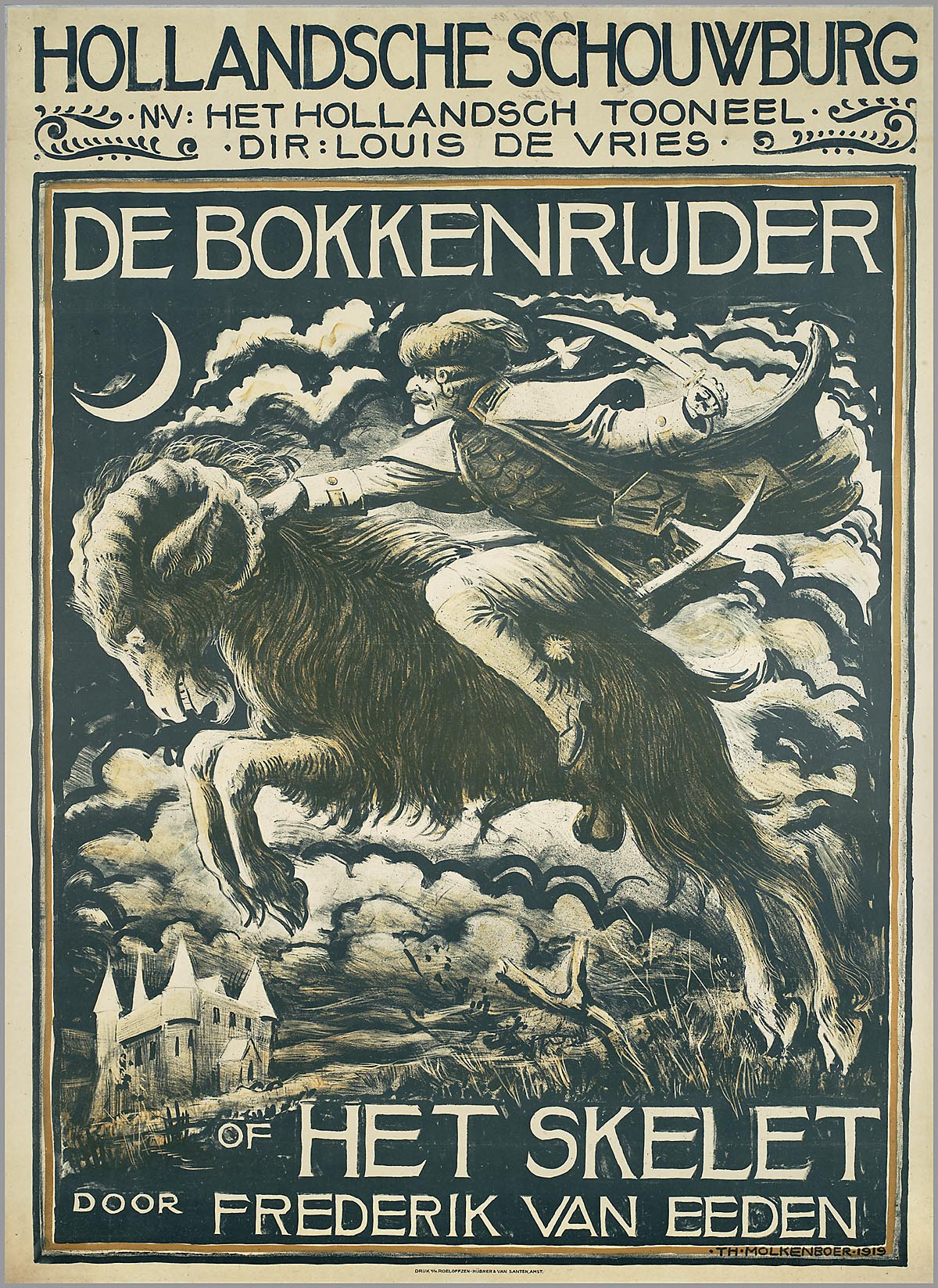
Affiche van Theo Molkenboer voor: De Bokkenrijder of het skelet. door Frederik van Eeden (Opdrachtgever: Het Hollandsch Tooneel)

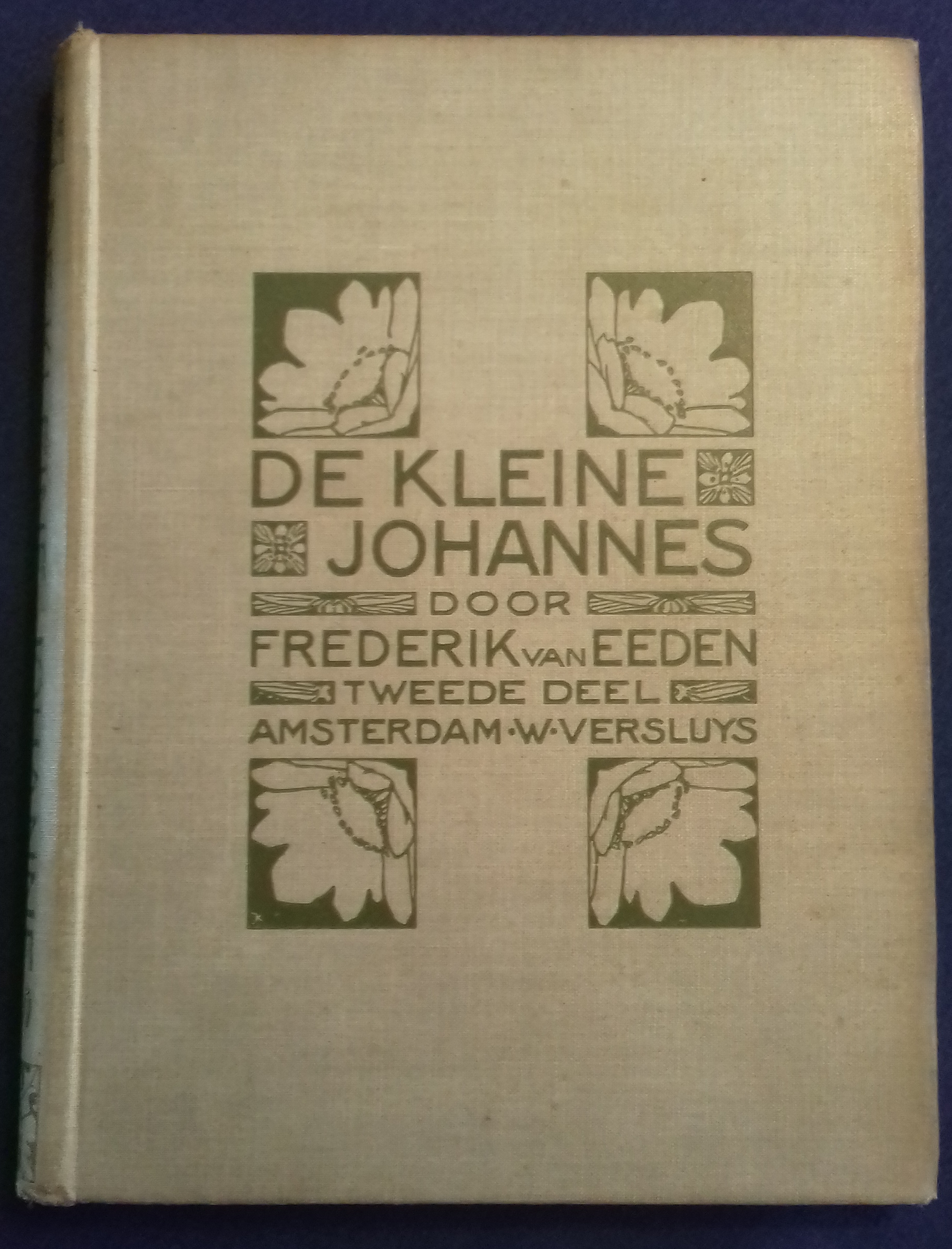
Boek De Kleine Johannes, tweede deel

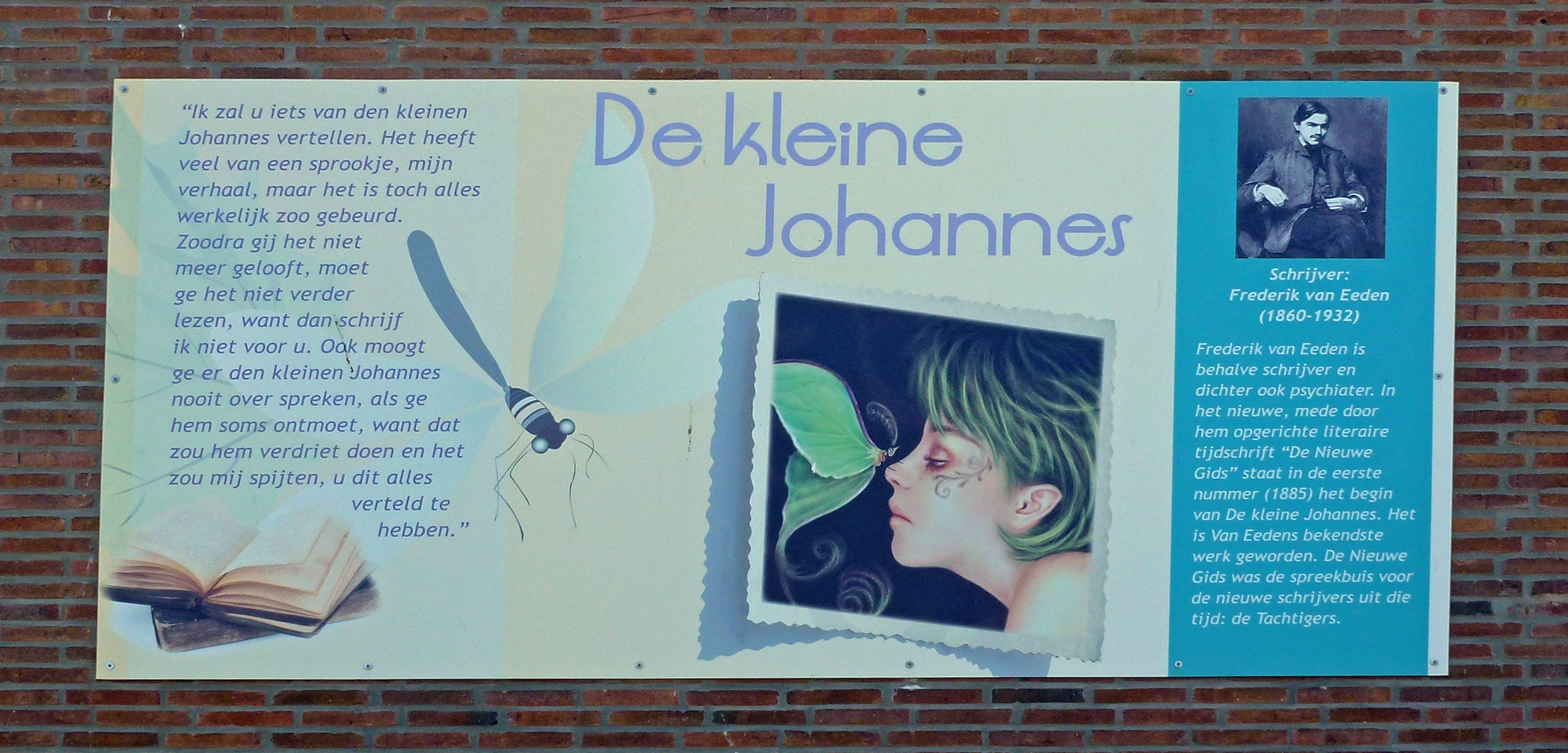
De kleine Johannes, gevelpaneel in Gouda

### Vertalingen
- 1918 - Sadhana van Rabindranath Tagore Deel I; Deel II
- 1924 - Eucharistie. The word of atonement. A song in Hebrew measure
- 1924 - Eucharistie. Het woord der verzoening. Een lied in Hebreeuwschen trant

## Trivia
- Het kort verhaal De Uitvreter van zijn tijdgenoot Nescio begint met de beroemd geworden openingszin: "Behalve den man, die de Sarphatistraat de mooiste plek van Europa vond, heb ik nooit een wonderlijker kerel gekend dan den uitvreter". Met "de man die..." verwijst Nescio naar Frederik van Eeden.
Van Eeden beschreef de Sarphatistraat in 1888 als een voorbeeld van negentiende-eeuwse wansmaak, terwijl hij zich toch kon herinneren dat hij het vroeger de mooiste straat van Amsterdam vond. Kennelijk was het algemeen bekend dat Nescio Van Eeden bedoelde met de 'wonderlijke kerel' uit De Uitvreter. In een toespraak die hij in 1899 tot Amsterdamse arbeiders richtte, introduceerde Van Eeden zich met de woorden: "Misschien heeft men u verteld dat ik een wonderlijke kerel ben..."
In zijn Titaantjes schreef Nescio: "In de kolonie van Van Eeden hadden we misschien kunnen gaan, maar toen we op een zondag erheen waren gelopen, vier uur gaans, toen liep daar een heer in een boerenkiel op dure gele schoenen, kolombijntjes te eten uit een papieren zak, blootshoofds, in innige aanraking met de natuur, zoals dat toen genoemd werd, en z'n baard vol kruimels. We dorsten niet verder en liepen maar weer naar Amsterdam terug".
- De spiritistisch geïnteresseerde auteur Jozef Rulof beweerde dat hij tijdens het schrijven van zijn trilogie Maskers en Menschen (1948) mediaal contact had met de in 1932 overleden Van Eeden.
- In veel Nederlandse gemeenten bevindt zich een Frederik van Eedenstraat, -laan of -plein. In Antwerpen is het premetrostation Van Eeden naar hem genoemd. Dit bevindt zich op het Frederik van Eedenplein in Sint Anna-Linkeroever.
- De elpee Earnest Vocation (1968) van de nederbeatgroep Ro-d-Ys is gebaseerd op De kleine Johannes.
- De hut waar hij het boek de Kleine Johannes schreef, bestaat nog steeds. Deze staat verscholen in een achtertuin in Bussum, op de vroegere plek waar de kolonie Walden gevestigd was.[8]
- Zijn jong overleden zoon Paul (1889 - 1913) ligt samen met Neeltje Eeden-van Warmelo (1833 - 1919), de moeder van Frederik van Eeden, in een graf begraven op de Algemene begraafplaats van Bussum, tegenover de begraafplaats waar Frederik van Eeden begraven is. Op deze plek staat een grafsteen met daarop de tekst voor zijn zoon, Hij sliep niet in, maar is in het Licht Ontwaakt.
- In het graf waar Fredrik van Eeden, op de Oude R.K. Begraafplaats Bussum is later ook zijn tweede vrouw, G.W. van Eeden-Everts (Truida) begraven.